# Microlinyphia aethiopica
Microlinyphia aethiopica là một loài nhện trong họ Linyphiidae.
Loài này thuộc chi Microlinyphia. Microlinyphia aethiopica được Albert Tullgren miêu tả năm 1910.